# Euxoa cuprina
Euxoa cuprina är en fjärilsart som beskrevs av Otto Staudinger 1899. Euxoa cuprina ingår i släktet Euxoa och familjen nattflyn. Inga underarter finns listade i Catalogue of Life.